# Pintura de l'automòbil
La pintura de l'automòbil  és un treball que es realitza a tot el món, tant a les fàbriques d'automòbils com en els tallers de planxisteria.
Des de la creació de l'automòbil la pintura es feia servir per decorar i embellir, per donar-li un aspecte més atractiu. Però aquesta no és la funció principal de la pintura, ja que la més important de totes és la prevenció de corrosió (capa d'òxid) al metall i fins i tot corrosió galvànica atès que hi ha diferents metalls en contacte.

## Funció
En tot vehicle trobem tres capes diferents, les quals compleixen funcions diferents, que són les següents:
-  Imprimació (Wash Primer) 
També anomenada pintura base, o wash primer. Ajuda a prevenir l'òxid i dona un to mat, la qual cosa ajuda al planxista a trobar possibles imperfeccions en la superfície per corregir-les. El color bàsic que s'usa és el gris, però n'existeixen d'altres com el vermellós, groc, blau i blanc.
-  Pintura de color 
Aquest dona el color desitjat pel fabricant o pel client, donant-li un aspecte completament diferent. Normalment les pintures de colors sòlids donen una terminació semibrillantor i les pintures perlades donen una terminació opaca.
-  Vernís o Laca Acrílica 
Nomenat com a pintura protectora. Serveix per donar un acabat més brillant i també compleix la funció de protegir la pintura davant les condicions climàtiques, com boira, pluja, neu, etc.

## Tipus i mescles
En el mercat actual es fan servir un d'aquests tres tipus de pintures que són:
-  Acríliques (AC) 
Pintura d'assecat ràpid, fàcil manipulació, que atorga un acabat semibrillantor. Es dilueix amb diluent acrílic per al seu ús. El temps d'assecat per manipular pot trigar entre 30 min a 1 h i l'assecatge complet 1 dia.
-  Poliuretà (PU) 
Pintura que s'asseca en presència d'un catalitzador, que segons la seva composició i recomanació del fabricant la proporció del catalitzador pot variar (4:1, 3:1 i 2:1). Aquest atorga un acabat brillant (pintura sòlida) i materials (pintura perlada). Es necessita diluent poliuretà i catalitzador per al seu ús. L'assecat pot variar segons la quantitat de catalitzador afegit. Per manipular triga entre 1 a 2 hores i l'assecatge complet entre 1 a 2 dies.
-  Polièster (Base) 
Pintura polièster, conegut també com a «base» és derivat del poliuretà. El seu ràpid assecat fa que el treball sigui més fàcil, la qual atorga un acabat opac, tant en les pintures sòlides com perlats. Això implica un ús de vernís per donar brillantor. Només requereix diluent poliuretà per al seu ús. El temps d'assecat per a la seva manipulació és de 10 a 30 min i l'assecat final 12 h.

## Colors
Avui en dia existeixen una gran gamma de colors, dins la qual hi ha colors amb les següents característiques:
-  Sòlids 
Són anomenats a les colors d'un sol to.
-  Mate 
Pintura que no està feta a base de vernís o laca.

-  Perlats 
Tenen petites partícules de metall que atorga un canvi de to (perla) segons la llum que l'hi arribi.
-  Metal·litzats 
Aquests donen un efecte metàl·lic. Habitualment s'usen com a fons de pintures perlades o metàl·liques, per a donar l'efecte.
-  Escames metàl·liques 
És el mateix que el perlat, només que les partícules de metall són més gruixudes, fent que el canvi de to sigui molt més notori.
-  Tornassol:  També conegut com a pintura camaleó. És l'últim crit en tecnologia de pintura. Aquesta canvia de color segons l'angle de visió, llum ambiental i forma de la peça pintada. La seva aplicació requereix un fons negre mat.

## Polit
El polit és el procés final del treball de pintura. Aquest ajuda a treure les imperfeccions de la pintura (pelussa, ulls de peix, entre altres) i els deixa amb un acabat tipus mirall.
Quan es pinta un automòbil, les capes mai queden llises, ja que en aplicar capes de pintura, aquesta queda barrejada amb petites partícules d'aire. És un acabat anomenat de «pell de taronja». El polit ajuda a corregir-ho, ja que desgasta l'acabat de pell de taronja deixant-lo el més llis possible.
Perquè el treball de polit sigui bo i segur depèn d'alguns factors:
- Les capes de pintura i vernís han d'estar ben aplicades, ni molt gruixudes ni molt primes (primer = 12-18 micres, polièster = 18-30 micres, vernís = 30-40 micres), en cas contrari el polit gastaria per complet el vernís deixant només la capa de pintura, la qual no duraria molt en les condicions ambientals.
- La pintura ha d'estar ben seca, ja que en cas contrari aquesta perdrà notòriament la brillantor al polir-la.